# Mary Anne Feeney

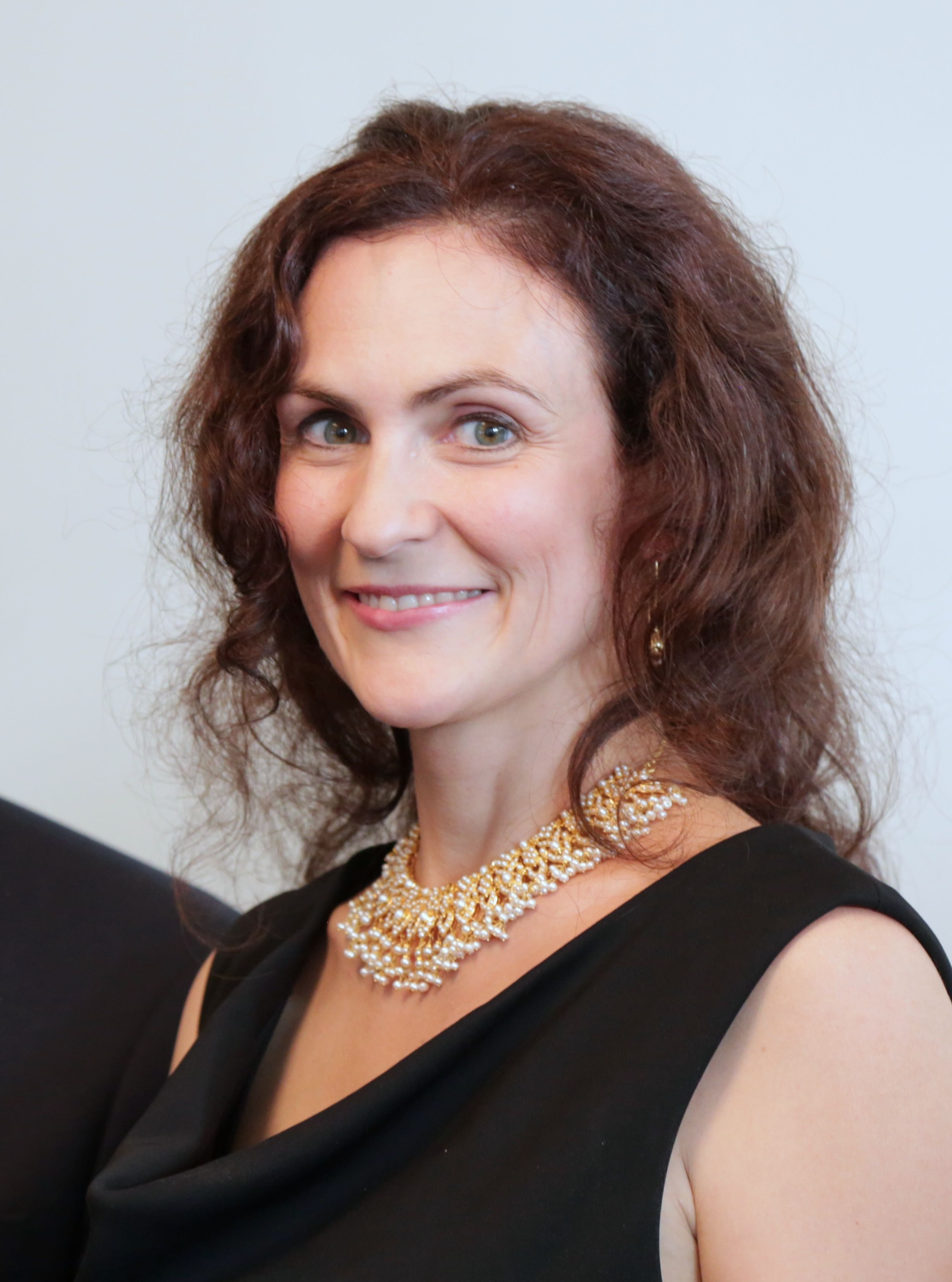
Mary Anne Feeney

Mary Anne Feeney ist eine amerikanische Journalistin und Event-Organisatorin.

## Beruflicher Werdegang
Mary Anne Feeney ist Senior Director of External Relations am International Peace Institute (IPI), für das sie seit November 2007 arbeitet. Sie leitet sie ein Eventplanungsteam und organisiert IPI-Meetings und -Veranstaltungen, einschließlich Policy-Foren, Buchvorstellungen, Konferenzen, Seminaren und Workshops. Das International Peace Institute ist eine unabhängige, gemeinnützige Forschungs- und Entwicklungseinrichtung in New York, das eng mit dem Sekretariat und den Mitgliedern der Vereinten Nationen zusammenarbeitet. Es ist auf multilaterale Ansätze in Friedens- und Sicherheitsfragen spezialisiert und entwickelt Lösungen für sich abzeichnende internationale Probleme und Konflikte.
Vor ihrer Tätigkeit beim IPI arbeitete Mary Anne Feeney als Executive Coordinator bei Amnesty International in den USA. Dort war sie das Bindeglied zwischen dem Geschäftsführer und den Mitarbeitern. Sie entwickelte eine Strategie für Fundraising-Veranstaltungen und Medienarbeit, koordinierte Sonderveranstaltungen für den Direktor, nahm an verschiedenen Treffen im Namen des Direktors teil und sprach mit der Forschungseinheit und den entsprechenden Programmen, um die Kampagnenbemühungen bei der Einführung von Aktionen und Berichten zu planen, und gab den internen nationalen Newsletter heraus.
Sie erhielt den Bachelor in Kommunikation mit Schwerpunkt Journalismus von der Fordham University und hat mehrere postgraduale Arbeiten im Bereich Internationale Beziehungen an der New York University durchgeführt.